# 75308 Shoin
75308 Shoin este un asteroid din centura principală de asteroizi.

## Descriere
75308 Shoin este un asteroid din centura principală de asteroizi. A fost descoperit pe 7 decembrie 1999 la Kuma Kogen de Akimasa Nakamura. Asteroidul prezintă o orbită caracterizată de o semiaxă mare de 2,36 ua, o excentricitate de 0,11 și o înclinație de 7,0° în raport cu ecliptica.